# Puchar Zlotu Młodych Przodowników
Puchar Zlotu Młodych Przodowników (zwany również Pucharem Zlotu lub błędnie Pucharem Związku Młodzieży Polskiej) – pierwsze rozgrywki piłkarskiego Pucharu Ligi w Polsce, utworzone 1 kwietnia 1952 przez Prezydium Sekcji Piłki Nożnej GKKF (organ zastępujący ówcześnie PZPN), z myślą o wszystkich 12 klubach ówczesnej I ligi. Idea przewodnia jego narodzin bezpośrednio związana była z udziałem narodowej reprezentacji Polski w piłkarskim turnieju Igrzysk Olimpijskich w Helsinkach. Najlepsi rodzimi futboliści zostali powołani do kadry na tę imprezę, więc dla pozostałych postanowiono stworzyć nowe rozgrywki. Czasu było sporo, bowiem liga miała wystartować dopiero 17 sierpnia 1952, czyli po powrocie Biało-czerwonych z Finlandii.
Najpierw 12 drużyn walczyło systemem ligowym w dwóch równorzędnych 6-zespołowych grupach o awans do turnieju finałowego, który odbył się w Warszawie podczas Zlotu Młodych Przodowników (zorganizowanego w dniach 20-22 lipca 1952).
W finale Pucharu – przeprowadzonym 20 lipca 1952 na warszawskim Stadionie Wojska Polskiego – spotkali się zwycięzcy obydwu grup, a Wawel Kraków pokonał Cracovię 5:1. Wcześniej odbyły się spotkania o 3. miejsce (między drugimi ekipami w swoich grupach) oraz 5. lokatę (między drużynami z 3 miejsc w obydwu grupach).

## Faza grupowa

### Tabela grupy I
| M | Nazwa klubu       | Mecze | Punkty | Bramki |
| 1 | Wawel Kraków (b)  | 10    | 19     | 37-7   |
| 2 | Wisła Kraków      | 10    | 11     | 17-12  |
| 3 | Lechia Gdańsk (b) | 10    | 11     | 13-14  |
| 4 | Polonia Warszawa  | 10    | 9      | 19-16  |
| 5 | Polonia Bytom     | 10    | 5      | 10-25  |
| 6 | Ruch Chorzów      | 10    | 5      | 5-27   |

### Tabela grupy II
| M | Nazwa klubu     | Mecze | Punkty | Bramki |
| 1 | Cracovia        | 10    | 16     | 22-14  |
| 2 | AKS Chorzów     | 10    | 14     | 20-9   |
| 3 | Kolejarz Poznań | 10    | 12     | 22-16  |
| 4 | Legia Warszawa  | 10    | 10     | 19-18  |
| 5 | Górnik Radlin   | 10    | 7      | 11-16  |
| 6 | ŁKS Łódź        | 10    | 1      | 9-30   |

Legenda:
|     | prawo gry w finale            |
|     | prawo gry w meczu o 3 miejsce |
|     | prawo gry w meczu o 5 miejsce |
| (b) | beniaminek I ligi             |

## Turniej finałowy
Zorganizowany 20 lipca 1952 w Warszawie:
- Mecz o 5. miejsce – 20 lipca 1952

Kolejarz Poznań – Lechia Gdańsk 2:1 (2:1)
- Mecz o 3. miejsce – 20 lipca 1952

Wisła Kraków – AKS Chorzów 2:1 (1:1)
- Finał – 20 lipca 1952

Wawel Kraków – Cracovia 5:1 (2:0)
Widzów: 50 000

## Końcowa kolejność
1. Wawel Kraków
2. Cracovia
3. Wisła Kraków
4. AKS Chorzów
5. Kolejarz Poznań
6. Lechia Gdańsk